# ابرشرکت تامیا
ابرشرکت تامیا، (به ژاپنی: 株式会社タミヤ) ابرشرکت صنایع شیمیایی ژاپنی است، که در سال ۱۹۴۶ تأسیس شد.